# Богдановська сільська рада (Лунинецький район)
Богдановська сільська́ ра́да (біл. Багданаўскі сельсавет) — адміністративно-територіальна одиниця у складі Лунинецького району Берестейської області Білорусі. Адміністративний центр та єдиний населений пункт — агромістечко Богдановка.

## Склад
Населені пункти, що підпорядковувалися сільській раді станом на 2009 рік:
| Населений пункт | Тип          | Населення, осіб (2009) |
| --------------- | ------------ | ---------------------- |
| Богдановка      | агромістечко | 1642                   |

## Населення
За переписом населення Білорусі 2009 року чисельність населення сільської ради становила 1642 особи.

### Національність
Розподіл населення за рідною національністю за даними перепису 2009 року:
| Національність                | Осіб | Відсоток |
| ----------------------------- | ---- | -------- |
| білоруси                      | 1632 | 99,39 %  |
| росіяни                       | 6    | 0,37 %   |
| українці                      | 1    | 0,06 %   |
| вірмени                       | 1    | 0,06 %   |
| молдовани                     | 1    | 0,06 %   |
| національність не повідомлена | 1    | 0,06 %   |
| Разом                         | 1642 | 100 %    |